# Берцано ди Тортона
Берца̀но ди Торто̀на (на италиански: Berzano di Tortona; на пиемонтски: Bersòu, Берсоу) е село и община в Северна Италия, провинция Алесандрия, регион Пиемонт. Разположено е на 270 m надморска височина. Населението на общината е 170 души (към 2010 г.).